# Superheroji v akciji
Superheroji v akciji je peti studijski album slovenske rock skupine Zmelkoow, izdan 1. oktobra 2001 pri založbi Nika Records. Album ima v primerjavi s predhodniki večjo pestrost inštrumentov, vsebuje pa tudi ženske spremljevalne vokale, ki sta jih odpeli Aleksandra Čermelj in Eva Brajkovič, novi članici skupine.

## Glasba
Pesem »Tudi za sovražnike si je treba čas vzet« se navezuje na pesem »Za prijatelje« Andreja Šifrerja.

## Seznam pesmi
Vse pesmi je napisal Goga Sedmak, razen kjer je to navedeno.
1. »Batman« – 3:35
2. »Ljubo doma, mi pa pri Ljubotu« – 3:21
3. »Globalno srečni« – 3:50
4. »Rokerji pod stresom« – 3:46
5. »Pozza« – 2:40
6. »Tudi za sovražnike si je treba čas vzet« – 3:53
7. »Entschuldigung Herr Strauss« – 1:15
8. »Živinopolicaj« – 2:35
9. »Poredni gosti« – 2:49
10. »Densi Mayalona« – 3:55
11. »Ko bom prišel spet nazaj« – 4:51
12. »Plažna reportaža II (Rumeni zaliv)« – 4:01
13. »Kam in kod« (Robert Vatovec, Eva Brajkovič) – 3:25

## Zasedba
| Zmelkoow - Goga Sedmak — vokal, kitara (kot "Goga Sedmaxi") - Žare Pavletič — bas kitara - Damjan Barut — bobni - Teo Kahrimanović — klaviature - Aleksandra Čermelj — vokal - Eva Brajkovič — vokal | Ostali - Martin Žvelc — mastering - Borut Činč — produkcija, inženiring |